# Процесне заміщення
В комп’ютингу процесне заміщення - це форма взаємодії між процесами, яка дозволяє ввід та вивід представляти файлом. оболонка заміщує назву файлу викликом програми. Це дозволяє програмам, які зазвичай лише приймають файли, напряму читати або записувати результат в іншу програму.

## Історія
Процесне заміщення було доступне для вибору при компіляції в ksh88, KornShell  версії 1988 року. RC оболонка подає цю можливість як “розгалуження конвеєру” в  Version 10 Unix, випущеній в 1990 році.  Bash shell запропонував таку можливість в версії 1.14 1994 року.

## Приклади
Наступні приклади використовують KornShell синаксис.

Команда  diff  в Unix зазвичай приймає назви двох файлів, які треба порівняти, або один файл і стандатний ввід. Процесне заміщення дозволяє порівнювати вивід двох програм напряму:
```
$ 
diff
 
<
(
sort
 
file1
)
 
<
(
sort
 
file2
)

```

Вираз <(command) вказує командному інтерпретатору виконати command і вивести вихідні дані файлом. Command може бути будь-якою командою оболонки довільної складності. 
Альтернатива цьому, не використовуючи заміщення, виглядає наступним чином:
1. Зберегти вивід команди в тимчасовий файл, тоді його зчитати
$ sort file2 > /tmp/file2.sorted
$ sort file1 | diff - /tmp/file2.sorted
$ rm /tmp/file2.sorted
2. Створити іменований канал (також відомий як FIFO)), розпочати одну команду, що вводить в нього дані, у фоновому режимі, тоді виконати іншу команду, вхідними даними для якої слугуватиме цей іменований канал.
$ mkfifo /tmp/sort2.fifo
$ sort file2 > /tmp/sort2.fifo &
$ sort file1 | diff - /tmp/sort2.fifo
$ rm /tmp/sort2.fifo

Обидві альтернативи є більш громіздкими. процесне заміщення можна також використовувати, щоб захопити вивід, який типово записувався би у файл, і перенаправити його на ввід іншому процесу. У оболонці Bash синтаксисом для запису в процес є >(команда). Ось приклад використання tee, wc та gzip команд, що рахують кількість стрічок у файлі командою wc -lі стискає командою gzip одним рядком:
```
$ 
tee
 
>
(
wc
 
-l
 
>
&
2
)
 
<
 
bigfile
 
|
 
gzip
 
>
 
bigfile.gz

```

## Переваги
Основні переваги процесного заміщення над його альтернативою є:
- Простота: команди можна передавати вбудовано, немає потреби зберігати тимчасові файли і заздалегідь створювати іменовані канали.
- Продуктивність: читання безпосередньо з іншого процесу є часто швидшим, ніж запис тимчасового файлу на диск, а тоді зчитування його в потік наново.Це також економить пам’ять диску.
- Паралелізм: заміщений процес може виконуватись паралельно з командою, яка читає його вивід і передає дані на ввід, користуючись перевагами мультипроцесорності для зменшення загального часу компіляції.

## Механізм роботи
Під капотом процесне заміщення має два шляхи виконання. В системах, що підтримують /dev/fd (тобто більшість Unix-подібних систем) воно виконує системний виклик pipe(), який повертає файловий дескриптор $fd для неіменованого каналу, тоді створює рядок /dev/fd/$fd і заміщує нею дані в командному рядку. В системах, де така директорія не підтримується, воно викликає mkfifo з новою тимчасовою назвою файлу для створення іменованого каналу і заміщує дані в командному рядку цією назвою файлу. Для наочного прикладу наведених кроків, перегляньмо наступний приклад командного заміщення в системі, що підтримує/dev/fd
```
$ 
diff
 
file1
 
<
(
sort
 
file2
)

```

Кроки, що виконує оболонка:
1. Створити новий неіменований канал. До нього можна доступитися за /dev/fd/63 або схожим шляхом. Перевірити можна командоюecho <(true).
2. Виконати командне заміщення у фоновому режимі (в даному випадку це командаsort file2), направивши його вивід в неіменований канал.
3. Виконати основну команду, замінюючи потрібну команду шляхом до неіменованого каналу. В цьому випадку повний вигляд команди буде приблизно наступним: diff file1 /dev/fd/63.
4. Коли виконання завершено, закрити неіменований канал.

Для іменованих каналів виконання відрізняється лише створенням на видаленням каналу: mkfifo для створення та  unlink для видалення. Усі інші аспекти залишаються незмінними

## Обмеження
Створенні “файли” не відслідковуються, тобто процес, що виконує читання та запис до файлу не має безпосереднього доступу до нього, він повинен зчитати чи записати файл від початку до кінця з першого разу. Програми, що явно перевіряють тип файлу перед  його відкриттям, можуть не працювати з процесним заміщенням, тому що “файл”, який є результатом процесного заміщення не є звичайним файлом. До того ж, аж до Bash 4.4 (2016 року випуску) отримати код виходу з програми, створений самою оболонкою, було неможливо.